# Аксьон 21
«Аксьон 21 Шарлеруа» — бельгийский мини-футбольный клуб из города Шарлеруа.

## История
Создана слиянием двух клубов Шарлеруа Гаренье и Самбревиллья.
С момента своего основания в 1997 году является сильнейшим клубом Бельгии, лишь в сезоне 2006/07 упустив победу в национальном первенстве. В 2005 году клубу удалось стать сильнейшим и в Европе: в финале Кубка УЕФА по мини-футболу бельгийцы обыграли московское «Динамо».
В настоящее время «Аксьон 21» показывает более скромные результаты на европейской арене, например в сезоне 2009/10 бельгийцы хоть и дошли до Элитного раунда, но заняли в своей группе последнее место. А сезоном позже им не удалось и дойти до этой стадии.
После сезона 2010-11 из-за финансовых проблем клубные достижения стали снижаться. Чтобы остаться на профессиональном уровне клуб объединилась с Фрамеро Монс и переименована в Шарлеруа-21.
В 2014 году часть клуба Шарлеруа-21 объединилась с Шателино Футзал и создала клуб Шарлеруа.

## Достижения клуба
- Обладатель Кубка УЕФА по мини-футболу: 2004-05
- Вице-чемпион Кубка УЕФА по мини-футболу (2): 2001-02, 2002-03
- Чемпион Бельгии по мини-футболу (10): 1999-00, 2000-01, 2001-02, 2002-03, 2003-04, 2004-05, 2005-06, 2007-08, 2008-09, 2009-10
- Обладатель Кубка Бельгии по мини-футболу (4): 2003-04, 2004-05, 2005-06, 2009-10
- Обладатель Суперкубка Бельгии по мини-футболу (7):  1999-00, 2000-01, 2001-02, 2002-03, 2003-04, 2004-05, 2005-06
- Бронзовый призёр Межконтинентального кубка: 2003-04
- Обладатель Кубка Бенилюкса: 2001-02, 2002-03
- Обладатель Международного турнира Порту: 2005
- Чемпион города Шарлеруа: 2000, 2002, 2004, 2005
- Чемпион провинций Хайно: 2002, 2005

## Бывшие известные игроки
- Келсон
- Робиньо